# X Factor (Italia) (decima edizione)
La decima edizione del talent show musicale X Factor è andata in onda in prima serata su Sky Uno dal 15 settembre al 15 dicembre 2016 per quattordici puntate.
Si tratta della sesta edizione ad essere prodotta e trasmessa da Sky Italia, condotta per la sesta volta consecutiva da Alessandro Cattelan. In giuria rimane confermato dalla precedente edizione solamente Fedez, che viene affiancato da Arisa (già giudice nella quinta e sesta edizione) e da due nuovi giudici: il cantante spagnolo Álvaro Soler e Manuel Agnelli, leader degli Afterhours.
L'edizione è stata vinta dai Soul System della categoria Gruppi capitanata da Álvaro Soler.

## Trasmissione
Il programma è andato in onda ogni giovedì su Sky Uno e in replica in chiaro il giorno seguente, il venerdì, su TV8, ma solo per la parte riguardante le selezioni del programma. La trasmissione integrale del programma, compresa dei live show, è andata in onda, oltre che su Sky Uno, anche in live streaming e on-demand sulle piattaforme di Sky Italia Sky Go, Sky On Demand e Now TV.

## Selezioni

### X Factor On The Road
L'X Factor On The Road, presente anche in questa stagione, ha previsto delle tappe di casting itineranti in giro per l'Italia partendo il 12 marzo da Bari e terminando il 17 aprile 2016 a Vicenza.

### Pre-selezioni
Le pre-selezioni del programma sono avvenute dal 30 aprile al 2 maggio 2016 al PalaLottomatica di Roma e dal 12 al 14 maggio 2016 al Palazzo della Regione Lombardia di Milano.

### Audizioni
La seconda fase dei provini prevede le audizioni, nelle quali gli aspiranti cantanti si esibiscono davanti ai quattro giudici e al pubblico. Le audizioni davanti ai quattro giudici del talent show si sono tenute dal 31 maggio al 2 giugno 2016 al PalaAlpitour di Torino e il 18 e 19 giugno 2016 all'Unipol Arena di Bologna.

### Bootcamp
La terza fase dei provini prevede i Bootcamp. Il giorno prima, in una fase pre-Bootcamp, dopo aver scoperto le proprie categorie, i quattro giudici, singolarmente, convocano tutti i cantanti della propria categoria ammessi durante le audizioni, facendone avanzare alcuni senza necessità di cantare, mentre sentendo cantare nuovamente altri per decidere di farli passare o meno; tutto ciò avviene senza pubblico. Per scegliere i primi 6 finalisti per categoria viene utilizzato il metodo di selezione della "Sfida delle Sei Sedie", come nell'edizione precedente: ogni giudice ha a disposizione sei sedie per categoria e, dopo aver ascoltato il brano cantato dal concorrente, dovrà decidere se merita una di quelle sedie (ammettendo così il concorrente alle Homevisit) oppure eliminarlo dalla gara. Nel caso le sei sedie siano già tutte occupate e si presenti un concorrente più meritevole, il giudice della propria categoria può decidere di eliminare uno già seduto e cedere il posto al nuovo arrivato, procedendo via via ad un processo di selezione che prevede anche l'intervento del pubblico con i giudizi dagli spalti sulle decisioni prese dai giudici. Dopo le due puntate di Bootcamp sono stati decisi i 24 concorrenti (6 per categoria) che sono andati alle Homevisit. I bootcamp si sono tenuti il 30 giugno e il 1º luglio 2016 al Mediolanum Forum di Milano.
| Categoria    | Giudice        | Artisti eliminati ai Bootcamp | Artisti eliminati ai Bootcamp | Artisti eliminati ai Bootcamp | Artisti eliminati ai Bootcamp           | Artisti eliminati ai Bootcamp | Artisti eliminati ai Bootcamp | Artisti eliminati ai Bootcamp | Artisti eliminati ai Bootcamp |
| ------------ | -------------- | ----------------------------- | ----------------------------- | ----------------------------- | --------------------------------------- | ----------------------------- | ----------------------------- | ----------------------------- | ----------------------------- |
| Uomini 16-24 | Arisa          | Lorenzo Arciero               | Enrico Matheis                | Antonio Celestino             | Rolando Arago Macatangay                | Michele Merlo                 | Pietro Basso                  | Federico Baroni               | Gabriele Esposito             |
| Donne 16-24  | Fedez          | Alice Micheli                 | Claudia Cuccovillo            | Noemi Capone                  | Charlotte Cardinale (Deborah Cardinale) | Irene Cavallo                 | Federica Perazzotti           | Shady Cherkaoui               |                               |
| Over 25+     | Manuel Agnelli | Muna (Simone Pietropaolo)     | Sarah Dietrich                | Sara Robin                    | Kenny Ray (Michele Cavada)              | Matteo Ghione Taveira         | Armando Pavone                |                               |                               |
| Gruppi       | Álvaro Soler   | The Hangovers                 | Ku.dA                         | Muzak                         | Coraline                                | Klune                         | Five Stories                  |                               |                               |

### Homevisit
La quarta fase dei provini è l'Homevisit, la fase finale prima del programma in diretta. I concorrenti che sono riusciti a convincere i giudici durante i Bootcamp hanno dovuto tenere un'ultima audizione davanti al proprio giudice di categoria per convincerlo a venir promossi ai live. Al termine di questa prova vengono decisi i dodici cantanti (tre per categoria) che andranno a comporre le squadre capitanate dai quattro giudici durante i live show. Location delle Homevisit: Bologna, Torino, Saint-Tropez e Barcellona. Ogni giudice si è fatto aiutare, nelle scelte di chi portare ai Live, da un ospite: Benny Benassi per Fedez, Patty Pravo per Arisa, Daniele Silvestri per Manuel Agnelli e Max Gazzè per Álvaro Soler.
| Under Uomini (Arisa) | Salvatore Misiano                         | Lorenzo Aleandri | Pink Gijibae (Diego Micheli) |
| Under Donne (Fedez)  | Grace Cambria (Graziella Frances Cambria) | Sofia Rollo      | Valentina Giardullo          |
| Over (Manuel)        | Giovanni Diana                            | Simone Nannicini | Veronica Marchi              |
| Gruppi (Alvaro)      | Oak                                       | IISO             | Jarvis                       |

## Finalisti
In questo spazio sono elencati i cantanti approdati alla prima puntata live del programma.
Legenda:
- Vincitore
- Secondo classificato

- Terzo classificato
- Quarto classificato

- Semifinalista

- Non finalista

| Categoria             | Cantanti              | Cantanti                    | Cantanti                               | Cantanti |
| --------------------- | --------------------- | --------------------------- | -------------------------------------- | -------- |
| 25+ (Manuel Agnelli)  | Eva Pevarello         | Andrea Biagioni             | Silva Fortes (Alessandra Fortes Silva) |          |
| Gruppi (Álvaro Soler) | Soul System           | Daiana Lou                  | Les Enfants                            |          |
| Donne 16-24 (Fedez)   | Gaia Gozzi            | Roshelle (Rossella Discolo) | Caterina Cropelli                      |          |
| Uomini 16-24 (Arisa)  | Loomy (Lorenzo Lumia) | Fem (Marco Ferreri)         | Diego Conti                            |          |

## Dettaglio delle puntate

### Tabella delle eliminazioni
|                | Soul System    | Salvi                   | N.D.                    | N.D.                   | Salvi                  | N.D.                     | Salvi                    | N.D.                   | N.D.                   | Salvi                  | Salvi                         | Salvi                         | Salvi                  | Salvi                  | Salvi                  | Salvi                  | Salvi                  | Salvi                  | Vincitori              |                        |                        |                        |                        |                        |                        |                        |
|                | Gaia           | Salva                   | N.D.                    | Salva                  | N.D.                   | Salva                    | N.D.                     | N.D.                   | Salva                  | N.D.                   | Salva                         | Salva                         | Salva                  | Ultima                 | Salva                  | Salva                  | Salva                  | Salva                  | Seconda                |                        |                        |                        |                        |                        |                        |                        |
|                | Eva            | N.D.                    | Salva                   | Salva                  | N.D.                   | Salva                    | N.D.                     | Salva                  | N.D.                   | N.D.                   | Salva                         | Ultimi due                    | Salva                  | Salva                  | Salva                  | Salva                  | Salva                  | Terza                  | Eliminata (8ª puntata) |                        |                        |                        |                        |                        |                        |                        |
|                | Roshelle       | N.D.                    | Salva                   | N.D.                   | Salva                  | N.D.                     | Salva                    | Salva                  | N.D.                   | N.D.                   | Rischio                       | Salva                         | Salva                  | Salva                  | Salva                  | Ultima                 | Quarta                 | Eliminata (8ª puntata) | Eliminata (8ª puntata) |                        |                        |                        |                        |                        |                        |                        |
|                | Andrea         | N.D.                    | Salvo                   | N.D.                   | Salvo                  | N.D.                     | Salvo                    | N.D.                   | Salvo                  | N.D.                   | Rischio                       | Salvo                         | Salvo                  | Salvo                  | Ultimo                 | N.D.                   | Eliminato (7ª puntata) | Eliminato (7ª puntata) | Eliminato (7ª puntata) |                        |                        |                        |                        |                        |                        |                        |
|                | Loomy          | N.D.                    | Salvo                   | Salvo                  | N.D.                   | N.D.                     | Ultimo                   | Ultimo                 | N.D.                   | N.D.                   | Salvo                         | Salvo                         | Ultimo                 | N.D.                   | Eliminato (6ª puntata) | Eliminato (6ª puntata) | Eliminato (6ª puntata) | Eliminato (6ª puntata) | Eliminato (6ª puntata) | Eliminato (6ª puntata) | Eliminato (6ª puntata) | Eliminato (6ª puntata) | Eliminato (6ª puntata) | Eliminato (6ª puntata) | Eliminato (6ª puntata) | Eliminato (6ª puntata) |
|                | Caterina       | Salva                   | N.D.                    | N.D.                   | Ultima                 | N.D.                     | Salva                    | N.D.                   | N.D.                   | Salva                  | Rischio                       | Ultimi due                    | Eliminata (5ª puntata) | Eliminata (5ª puntata) | Eliminata (5ª puntata) | Eliminata (5ª puntata) | Eliminata (5ª puntata) | Eliminata (5ª puntata) | Eliminata (5ª puntata) | Eliminata (5ª puntata) | Eliminata (5ª puntata) | Eliminata (5ª puntata) | Eliminata (5ª puntata) | Eliminata (5ª puntata) | Eliminata (5ª puntata) |                        |
|                | Fem            | Salvo                   | N.D.                    | N.D.                   | Salvo                  | Salvo                    | N.D.                     | N.D.                   | N.D.                   | Ultimo                 | Eliminato (4ª puntata)        | Eliminato (4ª puntata)        | Eliminato (4ª puntata) | Eliminato (4ª puntata) | Eliminato (4ª puntata) | Eliminato (4ª puntata) | Eliminato (4ª puntata) | Eliminato (4ª puntata) | Eliminato (4ª puntata) | Eliminato (4ª puntata) | Eliminato (4ª puntata) | Eliminato (4ª puntata) | Eliminato (4ª puntata) |                        |                        |                        |
|                | Daiana Lou     | N.D.                    | Salvi                   | Salvi                  | N.D.                   | Salvi                    | N.D.                     | N.D.                   | Ultimi                 | N.D.                   | Ritirati (4ª puntata)         | Ritirati (4ª puntata)         | Ritirati (4ª puntata)  | Ritirati (4ª puntata)  | Ritirati (4ª puntata)  | Ritirati (4ª puntata)  | Ritirati (4ª puntata)  | Ritirati (4ª puntata)  | Ritirati (4ª puntata)  | Ritirati (4ª puntata)  | Ritirati (4ª puntata)  | Ritirati (4ª puntata)  | Ritirati (4ª puntata)  |                        |                        |                        |
|                | Silva Fortes   | Salva                   | N.D.                    | Salva                  | N.D.                   | Ultima                   | N.D.                     | Eliminata (3ª puntata) | Eliminata (3ª puntata) | Eliminata (3ª puntata) | Eliminata (3ª puntata)        | Eliminata (3ª puntata)        | Eliminata (3ª puntata) | Eliminata (3ª puntata) | Eliminata (3ª puntata) | Eliminata (3ª puntata) | Eliminata (3ª puntata) | Eliminata (3ª puntata) | Eliminata (3ª puntata) | Eliminata (3ª puntata) | Eliminata (3ª puntata) | Eliminata (3ª puntata) | Eliminata (3ª puntata) |                        |                        |                        |
|                | Les Enfants    | Ultimi                  | N.D.                    | Ultimi                 | N.D.                   | Eliminati (2ª puntata)   | Eliminati (2ª puntata)   | Eliminati (2ª puntata) | Eliminati (2ª puntata) | Eliminati (2ª puntata) | Eliminati (2ª puntata)        | Eliminati (2ª puntata)        | Eliminati (2ª puntata) | Eliminati (2ª puntata) | Eliminati (2ª puntata) | Eliminati (2ª puntata) | Eliminati (2ª puntata) | Eliminati (2ª puntata) | Eliminati (2ª puntata) | Eliminati (2ª puntata) | Eliminati (2ª puntata) |                        |                        |                        |                        |                        |
|                | Diego          | N.D.                    | Ultimo                  | Eliminato (1ª puntata) | Eliminato (1ª puntata) | Eliminato (1ª puntata)   | Eliminato (1ª puntata)   | Eliminato (1ª puntata) | Eliminato (1ª puntata) | Eliminato (1ª puntata) | Eliminato (1ª puntata)        | Eliminato (1ª puntata)        | Eliminato (1ª puntata) | Eliminato (1ª puntata) | Eliminato (1ª puntata) | Eliminato (1ª puntata) | Eliminato (1ª puntata) | Eliminato (1ª puntata) | Eliminato (1ª puntata) | Eliminato (1ª puntata) |                        |                        |                        |                        |                        |                        |
|                |                |                         |                         |                        |                        |                          |                          |                        |                        |                        |                               |                               |                        |                        |                        |                        |                        |                        |                        |                        |                        |                        |                        |                        |                        |                        |
| Ultimo scontro | Ultimo scontro | Les Enfants Diego       | Les Enfants Diego       | Les Enfants Caterina   | Les Enfants Caterina   | Silva Fortes Loomy       | Silva Fortes Loomy       | Loomy Daiana Lou Fem   | Loomy Daiana Lou Fem   | Loomy Daiana Lou Fem   | Eva Caterina                  | Eva Caterina                  | Loomy Gaia             | Loomy Gaia             | Andrea Roshelle        | Andrea Roshelle        |                        |                        |                        |                        |                        |                        |                        |                        |                        |                        |
|                | Voto di Alvaro | Diego                   | Diego                   | Caterina               | Caterina               | Silva Fortes             | Silva Fortes             | -                      | -                      | -                      | Caterina                      | Caterina                      | Loomy                  | Loomy                  | Roshelle               | Roshelle               |                        |                        |                        |                        |                        |                        |                        |                        |                        |                        |
|                | Voto di Arisa  | Les Enfants             | Les Enfants             | Les Enfants            | Les Enfants            | Silva Fortes             | Silva Fortes             | -                      | -                      | -                      | Caterina                      | Caterina                      | Gaia                   | Gaia                   | Andrea                 | Andrea                 |                        |                        |                        |                        |                        |                        |                        |                        |                        |                        |
|                | Voto di Fedez  | Diego                   | Diego                   | Les Enfants            | Les Enfants            | Silva Fortes             | Silva Fortes             | -                      | -                      | -                      | Eva                           | Eva                           | Loomy                  | Loomy                  | Andrea                 | Andrea                 |                        |                        |                        |                        |                        |                        |                        |                        |                        |                        |
|                | Voto di Manuel | Diego                   | Diego                   | Caterina               | Caterina               | Loomy                    | Loomy                    | -                      | -                      | -                      | Caterina                      | Caterina                      | Loomy                  | Loomy                  | Roshelle               | Roshelle               |                        |                        |                        |                        |                        |                        |                        |                        |                        |                        |
| Eliminati      | Eliminati      | Diego Conti 3 voti su 4 | Diego Conti 3 voti su 4 | Les Enfants TILT       | Les Enfants TILT       | Silva Fortes 3 voti su 4 | Silva Fortes 3 voti su 4 | Daiana Lou ritirati    | Daiana Lou ritirati    | Daiana Lou ritirati    | Caterina Cropelli 3 voti su 4 | Caterina Cropelli 3 voti su 4 | Loomy 3 voti su 4      | Loomy 3 voti su 4      | Andrea Biagioni TILT   | Andrea Biagioni TILT   | Roshelle               | Eva Pevarello          | Gaia Gozzi             |                        |                        |                        |                        |                        |                        |                        |
| Eliminati      | Eliminati      | Diego Conti 3 voti su 4 | Diego Conti 3 voti su 4 | Les Enfants TILT       | Les Enfants TILT       | Silva Fortes 3 voti su 4 | Silva Fortes 3 voti su 4 | Fem                    |                        |                        | Caterina Cropelli 3 voti su 4 | Caterina Cropelli 3 voti su 4 | Loomy 3 voti su 4      | Loomy 3 voti su 4      | Andrea Biagioni TILT   | Andrea Biagioni TILT   | Roshelle               | Eva Pevarello          | Gaia Gozzi             |                        |                        |                        |                        |                        |                        |                        |

#### Prima puntata
Data: giovedì 27 ottobre 2016

Ospiti: Marco Mengoni, Matt Simons 

Canzoni cantate dagli ospiti: Sai che (Marco Mengoni) - Light in You / Ad occhi chiusi (Mengoni con Matt Simons)
| Ordine                              | Cantante     | Giudice | Canzone (cantante originale)                         | Risultato |
| ----------------------------------- | ------------ | ------- | ---------------------------------------------------- | --------- |
| 1                                   | Soul System  | Alvaro  | Holy Grail (Jay-Z ft. Justin Timberlake)             | Salvi     |
| 2                                   | Caterina     | Fedez   | La canzone di Marinella (Fabrizio De André)          | Salva     |
| 3                                   | Fem          | Arisa   | Love Runs Out (OneRepublic)                          | Salvo     |
| 4                                   | Silva Fortes | Manuel  | The Blower's Daughter (Damien Rice)                  | Salva     |
| 5                                   | Les Enfants  | Alvaro  | Bologna è una regola (Luca Carboni)                  | Ultimi    |
| 6                                   | Gaia         | Fedez   | Fast Car (Tracy Chapman)                             | Salva     |
|                                     |              |         |                                                      |           |
| 1                                   | Roshelle     | Fedez   | HeavyDirtySoul (Twenty One Pilots)                   | Salva     |
| 2                                   | Andrea       | Manuel  | Fake Plastic Trees (Radiohead)                       | Salvo     |
| 3                                   | Loomy        | Arisa   | Panda/Don't Touch Me (Desiigner/Lucio Dalla)         | Salvo     |
| 4                                   | Daiana Lou   | Alvaro  | Back in Black (AC/DC)                                | Salvi     |
| 5                                   | Diego        | Arisa   | L'estate di John Wayne (Raphael Gualazzi)            | Ultimo    |
| 6                                   | Eva          | Manuel  | Wise Up (Aimee Mann)                                 | Salva     |
| Ballottaggio (cavallo di battaglia) |              |         |                                                      |           |
| 1                                   | Les Enfants  | Alvaro  | Che fantastica storia è la vita (Antonello Venditti) | Salvi     |
| 2                                   | Diego        | Arisa   | Io vivrò (Lucio Battisti)                            | Eliminato |

Voto dei giudici per eliminare:
- Arisa: Les Enfants, per salvare il suo artista, Diego
- Álvaro Soler: Diego, per salvare i suoi artisti, i Les Enfants;
- Fedez: Diego, preferendo i Les Enfants;
- Manuel Agnelli: Diego, volendo riascoltare i Les Enfants.

#### Seconda puntata
Data: giovedì 3 novembre 2016

Ospiti: Giorgia

Canzoni cantate dagli ospiti: Oronero
| Ordine                              | Cantante     | Giudice | Canzone (cantante originale)                    | Risultato |
| ----------------------------------- | ------------ | ------- | ----------------------------------------------- | --------- |
| 1                                   | Les Enfants  | Alvaro  | Of the Night (Bastille)                         | Ultimi    |
| 2                                   | Loomy        | Arisa   | Ghost/Could You Be Loved (With You./Bob Marley) | Salvo     |
| 3                                   | Eva          | Manuel  | Don't Wanna Fight (Alabama Shakes)              | Salva     |
| 4                                   | Gaia         | Fedez   | Human (Rag'n'Bone Man)                          | Salva     |
| 5                                   | Daiana Lou   | Alvaro  | Running with the Wolves (Aurora)                | Salvi     |
| 6                                   | Silva Fortes | Manuel  | Another Way to Die (Alicia Keys & Jack White)   | Salva     |
|                                     |              |         |                                                 |           |
| 1                                   | Fem          | Arisa   | Latch (Disclosure ft. Sam Smith)                | Salvo     |
| 2                                   | Soul System  | Alvaro  | All That She Wants (Ace of Base)                | Salvi     |
| 3                                   | Caterina     | Fedez   | Don't Know Why (Norah Jones)                    | Ultima    |
| 4                                   | Andrea       | Manuel  | Ballata per la mia piccola iena (Afterhours)    | Salvo     |
| 5                                   | Roshelle     | Fedez   | Animal (Yelawolf ft. Fefe Dobson)               | Salva     |
| Ballottaggio (cavallo di battaglia) |              |         |                                                 |           |
| 1                                   | Les Enfants  | Alvaro  | I'm On Fire (Bruce Springsteen)                 | Eliminati |
| 2                                   | Caterina     | Fedez   | Summertime Sadness (Lana Del Rey)               | Salva     |

Voto dei giudici per eliminare:
- Álvaro Soler: Caterina, per salvare i suoi artisti, i Les Enfants;
- Fedez: Les Enfants, per salvare la sua artista, Caterina;
- Arisa: Les Enfants, sentendosi più vicina a Caterina;
- Manuel Agnelli: Caterina, preferendo ancora una volta i Les Enfants.

I giudici non trovano un accordo, quindi si va in TILT. Il televoto decreta l'eliminazione dei Les Enfants.

#### Terza puntata
Data: giovedì 10 novembre 2016

Tema della serata: Generation Icon

Ospiti: Robbie Williams, Shawn Mendes

Canzoni cantate dagli ospiti: Party Like a Russian / Love My Life (Robbie Williams) - Mercy (Shawn Mendes)
| Ordine                              | Cantante     | Giudice | Canzone (cantante originale)                   | Risultato |
| ----------------------------------- | ------------ | ------- | ---------------------------------------------- | --------- |
| 1                                   | Gaia         | Fedez   | Piece of My Heart (Janis Joplin)               | Salva     |
| 2                                   | Silva Fortes | Manuel  | Life on Mars? (David Bowie)                    | Ultima    |
| 3                                   | Fem          | Arisa   | Perfect Illusion (Lady Gaga)                   | Salvo     |
| 4                                   | Daiana Lou   | Alvaro  | Wrecking Ball (Miley Cyrus)                    | Salvi     |
| 5                                   | Eva          | Manuel  | Lust for Life/Valerie (Iggy Pop/Amy Winehouse) | Salva     |
|                                     |              |         |                                                |           |
| 1                                   | Soul System  | Alvaro  | Thinking Out Loud (Ed Sheeran)                 | Salvi     |
| 2                                   | Caterina     | Fedez   | Everybody Hurts (R.E.M)                        | Salva     |
| 3                                   | Loomy        | Arisa   | Anima Fragile (Vasco Rossi)                    | Ultimo    |
| 4                                   | Andrea       | Manuel  | Black or White (Michael Jackson)               | Salvo     |
| 5                                   | Roshelle     | Fedez   | Take Ü There (Jack Ü ft. Kiesza)               | Salva     |
| Ballottaggio (cavallo di battaglia) |              |         |                                                |           |
| 1                                   | Silva Fortes | Manuel  | A Change Is Gonna Come (Sam Cooke)             | Eliminata |
| 2                                   | Loomy        | Arisa   | Formidable (Stromae)                           | Salvo     |

Voto dei giudici per eliminare:
- Manuel Agnelli: Loomy, per salvare la sua artista, Silva Fortes;
- Arisa: Silva Fortes, per salvare il suo artista, Loomy;
- Fedez: Silva Fortes, sentendosi più vicino a Loomy ed essendo felice del suo percorso in quanto rapper come lui;
- Álvaro Soler: Silva Fortes, apprezzando il continuo miglioramento di Loomy.

#### Quarta puntata
Data: giovedì 17 novembre 2016

Ospiti: Lorenzo Fragola

Canzoni cantate dagli ospiti: D'improvviso

Particolarità: Doppia eliminazione. Tre manche da tre concorrenti ciascuna, il meno votato va al ballottaggio. A decidere è esclusivamente il pubblico da casa.

Tributo: a Vittorio "Cranio Randagio" Andrei, scomparso qualche giorno prima.
| Ordine                              | Cantante    | Giudice | Canzone (cantante originale)                 | Risultato |
| ----------------------------------- | ----------- | ------- | -------------------------------------------- | --------- |
| 1                                   | Roshelle    | Fedez   | Confetti (Tori Kelly)                        | Salva     |
| 2                                   | Loomy       | Arisa   | Gangnam Style (Psy)                          | Ultimo    |
| 3                                   | Eva         | Manuel  | Caruso (Lucio Dalla)                         | Salva     |
|                                     |             |         |                                              |           |
| 1                                   | Andrea      | Manuel  | Monna Lisa (Ivan Graziani)                   | Salvo     |
| 2                                   | Gaia        | Fedez   | Wild Things (Alessia Cara)                   | Salva     |
| 3                                   | Daiana Lou  | Alvaro  | Dio come ti amo (Domenico Modugno)           | Ultimi    |
|                                     |             |         |                                              |           |
| 1                                   | Fem         | Arisa   | Sledgehammer (Rihanna)                       | Ultimo    |
| 2                                   | Soul System | Alvaro  | Gold Digger (Kanye West ft. Jamie Foxx)      | Salvi     |
| 3                                   | Caterina    | Fedez   | Kiss the Sky (Jason Derulo)                  | Salva     |
| Ballottaggio (cavallo di battaglia) |             |         |                                              |           |
| 1                                   | Loomy       | Arisa   | Panda/Don't Touch Me (Desiigner/Lucio Dalla) | Salvo     |
| 2                                   | Daiana Lou  | Alvaro  | Chandelier (Sia)                             | Ritirati  |
| 3                                   | Fem         | Arisa   | Writing's on the Wall (Sam Smith)            | Eliminato |

#### Quinta puntata
Data: giovedì 24 novembre 2016

Ospiti: Little Mix

Canzoni cantate dagli ospiti: Shout Out to My Ex

Tema della serata: Music Reloaded - i brani devono essere adattati ad un'epoca diversa da quella in cui sono stati creati.

Particolarità: Due performances per ogni concorrente con la somma delle due sessioni di televoto. Dopo la prima manche si scoprono i tre concorrenti più a rischio eliminazione.
| 1                                   | Andrea      | Manuel | Hurt (Nine Inch Nails)                   | A rischio                          | 2                                  | Uptown Funk (Mark Ronson ft. Bruno Mars) | Salvo      |
| 2                                   | Soul System | Alvaro | Gravity (John Mayer)                     | Salvi                              | 3                                  | Midnight City (M83)                      | Salvi      |
| 3                                   | Caterina    | Fedez  | Wake Me Up (Avicii ft. Aloe Blacc)       | A rischio                          | 7                                  | Burn (Ellie Goulding)                    | Ultimi due |
| 4                                   | Eva         | Manuel | Across the Universe (Beatles)            | Salva                              | 6                                  | Is This Love (Bob Marley)                | Ultimi due |
| 5                                   | Roshelle    | Fedez  | Hide and Seek (Imogen Heap)              | A rischio                          | 1                                  | Umbrella (Rihanna ft. Jay-Z)             | Salva      |
| 6                                   | Loomy       | Arisa  | Hey Boy Hey Girl (The Chemical Brothers) | Salvo                              | 4                                  | Il piccolo corazziere (Renato Rascel)    | Salvo      |
| 7                                   | Gaia        | Fedez  | Vedrai vedrai (Luigi Tenco)              | Salva                              | 5                                  | Lean On (Major Lazer & DJ Snake ft. MØ)  | Salva      |
| Ballottaggio (cavallo di battaglia) |             |        |                                          |                                    |                                    |                                          |            |
| 1                                   | Eva         | Manuel | I Put a Spell on You (Nina Simone)       | I Put a Spell on You (Nina Simone) | I Put a Spell on You (Nina Simone) | I Put a Spell on You (Nina Simone)       | Salva      |
| 2                                   | Caterina    | Fedez  | Creep (Radiohead)                        | Creep (Radiohead)                  | Creep (Radiohead)                  | Creep (Radiohead)                        | Eliminata  |

Voto dei giudici per eliminare:
- Manuel Agnelli: Caterina, per salvare la sua artista, Eva;
- Fedez: Eva, per salvare la sua artista, Caterina, pur trovando incredibile che Eva sia andata al ballottaggio;
- Arisa: Caterina, preferendole Eva;
- Álvaro Soler: Caterina, affermando di non comprendere il pubblico che ha mandato al ballottaggio Eva.

#### Sesta puntata
Data: giovedì 1º dicembre 2016

Ospiti: Skunk Anansie, Fabio Rovazzi

Canzoni cantate dagli ospiti: Medley dei loro successi (Skunk Anansie) - Tutto molto interessante (Fabio Rovazzi)

Particolarità: Due performances per ogni concorrente (escluso il cantante che va al ballottaggio nella prima manche). Nella seconda manche i concorrenti si esibiscono accompagnati da un'orchestra.
Con l'eliminazione di Loomy, la categoria degli Under Uomini di Arisa rimane senza concorrenti.
| 1                                   | Roshelle    | Fedez  | Doo Wop (That Thing) (Lauryn Hill) | Salva                       | 2                           | No (Meghan Trainor)                                        | Salva     |
| 2                                   | Soul System | Alvaro | Feel Good Inc (Gorillaz)           | Salvi                       | 4                           | Where Is the Love? (The Black Eyed Peas)                   | Salvi     |
| 3                                   | Eva         | Manuel | Mad About You (Hooverphonic)       | Salva                       | 5                           | Senza fine (Gino Paoli)                                    | Salva     |
| 4                                   | Loomy       | Arisa  | Cheap Thrills (Sia ft. Sean Paul)  | Ultimo                      | —                           | —                                                          | —         |
| 5                                   | Andrea      | Manuel | Wonderwall (Oasis)                 | Salvo                       | 1                           | Please, Please, Please Let Me Get What I Want (The Smiths) | Salvo     |
| 6                                   | Gaia        | Fedez  | Let It Go (James Bay)              | Salva                       | 3                           | Come foglie (Malika Ayane)                                 | Ultima    |
| Ballottaggio (cavallo di battaglia) |             |        |                                    |                             |                             |                                                            |           |
| 1                                   | Loomy       | Arisa  | Anima Fragile (Vasco Rossi)        | Anima Fragile (Vasco Rossi) | Anima Fragile (Vasco Rossi) | Anima Fragile (Vasco Rossi)                                | Eliminato |
| 2                                   | Gaia        | Fedez  | Youth (Daughter)                   | Youth (Daughter)            | Youth (Daughter)            | Youth (Daughter)                                           | Salva     |

Voto dei giudici per eliminare:
- Arisa: Gaia, per salvare il suo artista, Loomy;
- Fedez: Loomy, per salvare la sua artista, Gaia;
- Álvaro Soler: Loomy;
- Manuel Agnelli: Loomy, essendo più curioso di sentire l'inedito di Gaia.

#### Settima puntata
Data: giovedì 8 dicembre 2016

Ospiti: LP, Giò Sada, Urban Strangers

Canzoni cantate dagli ospiti: Lost on You, Other People (LP) - Deserto (Giò Sada) - Bones (Urban Strangers) - The Sound Of Silence (Giò Sada e Urban Strangers) 

Particolarità: I concorrenti rimasti in gara si esibiranno con il loro primo inedito.

Il concorrente meno votato della prima manche andrà al ballottaggio con il semifinalista meno votato della seconda manche.
| Ordine                              | Cantante    | Giudice | Inedito (autore)                                                      | Risultato                                       | Ordine                                          | Canzone (cantante originale)                           | Risultato |
| ----------------------------------- | ----------- | ------- | --------------------------------------------------------------------- | ----------------------------------------------- | ----------------------------------------------- | ------------------------------------------------------ | --------- |
| 1                                   | Gaia        | Fedez   | New Dawns (Luca Chiaravalli - Chanty - Cesare Chiodo)                 | Salva                                           | 3                                               | Worry (Jack Garratt)                                   | Salva     |
| 2                                   | Eva         | Manuel  | Voglio andare fino in fondo (Giuliano Sangiorgi)                      | Salva                                           | 2                                               | Appletree (Erykah Badu)                                | Salva     |
| 3                                   | Soul System | Alvaro  | She's Like a Star (A. Filippelli - N. Bismarck - S. Junior - A. Joel) | Salvi                                           | 4                                               | Can't Hold Us (Macklemore & Ryan Lewis ft. Ray Dalton) | Salvi     |
| 4                                   | Roshelle    | Fedez   | What U Do to Me (R. Discolo - F. Campedelli - Mace)                   | Salva                                           | 1                                               | Best Mistake (Ariana Grande ft. Big Sean)              | Ultima    |
| 5                                   | Andrea      | Manuel  | Il mare dentro (Diodato)                                              | Ultimo                                          | —                                               | —                                                      | —         |
| Ballottaggio (cavallo di battaglia) |             |         |                                                                       |                                                 |                                                 |                                                        |           |
| 1                                   | Andrea      | Manuel  | Hallelujah (Leonard Cohen)                                            | Hallelujah (Leonard Cohen)                      | Hallelujah (Leonard Cohen)                      | Hallelujah (Leonard Cohen)                             | Eliminato |
| 2                                   | Roshelle    | Fedez   | Cold Water (Major Lazer ft. Justin Bieber & MØ)                       | Cold Water (Major Lazer ft. Justin Bieber & MØ) | Cold Water (Major Lazer ft. Justin Bieber & MØ) | Cold Water (Major Lazer ft. Justin Bieber & MØ)        | Salva     |

Voto dei giudici per eliminare:
- Manuel Agnelli: Roshelle, per salvare il suo artista, Andrea;
- Fedez: Andrea, per salvare la sua artista, Roshelle;
- Arisa: Andrea;
- Álvaro Soler: Roshelle, per richiedere il TILT e far scegliere l'ultimo finalista al pubblico.

I giudici non trovano un accordo, quindi si va in TILT. Il televoto decreta l'eliminazione di Andrea.

#### Ottava puntata - Finale
Data: giovedì 15 dicembre 2016 

Ospiti: OneRepublic, Luciano Ligabue
| Ordine | Cantante    | Giudice | Duetto (artista)                      | Risultato | Ordine | Inedito                     | Risultato |
| ------ | ----------- | ------- | ------------------------------------- | --------- | ------ | --------------------------- | --------- |
| 4      | Roshelle    | Fedez   | Rockabye (Clean Bandit)               | Quarta    | —      | —                           | —         |
| 3      | Eva         | Manuel  | L'ultimo bacio (Carmen Consoli)       | Salva     | 1      | Voglio andare fino in fondo | Terza     |
| 1      | Gaia        | Fedez   | I Will Pray (Pregherò) (Giorgia)      | Salva     | 3      | New Dawns                   | Salva     |
| 2      | Soul System | Alvaro  | Roma-Bangkok (Giusy Ferreri e Baby K) | Salvi     | 2      | She's Like a Star           | Salvi     |

| Ordine | Cantante    | Giudice | Medley                            | Risultato |
| ------ | ----------- | ------- | --------------------------------- | --------- |
| 2      | Soul System | Alvaro  | Gravity/Gold Digger/Can't Hold Us | Vincitori |
| 1      | Gaia        | Fedez   | Human/Piece Of My Heart/Lean On   | Seconda   |

### Singoli
| Artista         | Brano                       | Posizione massima in classifica | Certificazione |
| Artista         | Brano                       | FIMI                            | Certificazione |
| --------------- | --------------------------- | ------------------------------- | -------------- |
| Roshelle        | What U Do To Me             | 3                               | Platino        |
| Gaia            | New Dawns                   | 7                               | Oro            |
| Soul System     | She's Like a Star           | 7                               | Oro            |
| Eva             | Voglio andare fino in fondo | 24                              |                |
| Andrea Biagioni | Il mare dentro              | 62                              |                |
| Loomy           | Ora è ancora                | —                               |                |

### EP
| Artista     | EP                          | Posizione massima in classifica | Certificazione |
| Artista     | EP                          | FIMI                            | Certificazione |
| ----------- | --------------------------- | ------------------------------- | -------------- |
| Soul System | She's Like A Star           | 20                              |                |
| Gaia        | New Dawns                   | 29                              |                |
| Roshelle    | What U Do To Me             | 34                              |                |
| Eva         | Voglio andare fino in fondo | 55                              |                |

### Brani delle compilation e degli EP entrati in classifica
| Artista  | Brano  | Posizioni in classifica | Certificazione |
| Artista  | Brano  | FIMI                    | Certificazione |
| -------- | ------ | ----------------------- | -------------- |
| Gaia     | Human  | 86                      |                |
| Roshelle | Animal | 89                      |                |

## Ascolti
| Puntata               | Sky Uno           | Sky Uno        | Sky Uno | TV8               | TV8            | TV8   |
| Puntata               | Messa in onda     | Telespettatori | Share   | Messa in onda     | Telespettatori | Share |
| --------------------- | ----------------- | -------------- | ------- | ----------------- | -------------- | ----- |
| Audizioni 1           | 15 settembre 2016 | 1 290 000      | 4,27%   | 16 settembre 2016 | 629 000        | 2,70% |
| Audizioni 2           | 22 settembre 2016 | 1 496 732      | 4,84%   | 23 settembre 2016 | 796 000        | 3,50% |
| Audizioni 3           | 29 settembre 2016 | 1 204 936      | 4,03%   | 30 settembre 2016 | 787 000        | 3,40% |
| Bootcamp 1            | 6 ottobre 2016    | 1 213 701      | 3,82%   | 7 ottobre 2016    | 681 000        | 2,90% |
| Bootcamp 2            | 13 ottobre 2016   | 1 466 243      | 4,78%   | 14 ottobre 2016   | 718 000        | 3,00% |
| Homevisit             | 20 ottobre 2016   | 1 224 000      | 4,69%   | 21 ottobre 2016   | 602 000        | 2,50% |
| Live Show 1           | 27 ottobre 2016   | 1 265 400      | 5,35%   |                   |                |       |
| Live Show 2           | 3 novembre 2016   | 1 269 780      | 5,34%   |                   |                |       |
| Live Show 3           | 10 novembre 2016  | 1 279 251      | 5,27%   |                   |                |       |
| Live Show 4           | 17 novembre 2016  | 1 215 365      | 4,64%   |                   |                |       |
| Live Show 5           | 24 novembre 2016  | 1 148 295      | 4,38%   |                   |                |       |
| Live Show 6           | 1º dicembre 2016  | 1 132 686      | 4,53%   |                   |                |       |
| Live Show 7           | 8 dicembre 2016   | 1 340 667      | 5,30%   |                   |                |       |
| Live Show 8 - Finale* | 15 dicembre 2016  | 1 350 000      | 6,50%   | 15 dicembre 2016  | 646 000        | 3,10% |
| MEDIA                 |                   | 1 298 000      | 4,92%   |                   | 702 000        | 3,00% |

* La finale è andata in onda, oltre che su Sky Uno/+1 HD e TV8, anche su Cielo e ha totalizzato 2.280.410 spettatori medi (10,73% di share) e 6.708.794 spettatori unici.

### Speciale
| Puntata                    | Sky Uno          | Sky Uno        | Sky Uno | TV8              | TV8            | TV8   |
| -------------------------- | ---------------- | -------------- | ------- | ---------------- | -------------- | ----- |
| Tutto il meglio della gara | Messa in onda    | Telespettatori | Share   | Messa in onda    | Telespettatori | Share |
| Tutto il meglio della gara | 14 dicembre 2016 |                |         | 14 dicembre 2016 | 281 000        | 1,30% |

## Ospiti
| Puntata | Ospiti nei Live Show                                                                                      |
| ------- | --- |
| 1       | Marco Mengoni e Matt Simons                                                                               |
| 2       | Giorgia                                                                                                   |
| 3       | Robbie Williams e Shawn Mendes                                                                            |
| 4       | Lorenzo Fragola                                                                                           |
| 5       | Little Mix                                                                                                |
| 6       | Skunk Anansie e Fabio Rovazzi                                                                             |
| 7       | LP, Giò Sada e Urban Strangers                                                                            |
| 8       | Cecco e Cipo, OneRepublic, Luciano Ligabue, Clean Bandit, Carmen Consoli, Giorgia, Baby K e Giusy Ferreri |

## Xtra Factor/Strafactor
Il programma è andato in onda successivamente al passaggio di X Factor su Sky Uno, condotto da Daniela Collu. 
La prima parte del programma, Xtra Factor, commentava insieme ai giudici, a Mara Maionchi e all'eliminato della puntata il live appena trascorso.

La seconda parte, Strafactor, vede un gruppo di 12 concorrenti delle passate 6 edizioni, visti durante le selezioni, gareggiare in un nuovo talent per esibirsi nella serata finale di X Factor al Mediolanum Forum. A giudicarli Elio e Mara Maionchi affiancati in ogni puntata da ospiti diversi.

Durante ogni puntata sono stati proposti 3 concorrenti. Il vincitore di ogni puntata è stato decretato tramite televoto, un secondo concorrente veniva poi salvato da una votazione online indetta per l'intera settimana.
Il talent è stato vinto da Cecco e Cipo, esibitisi nella serata conclusiva del programma. Mentre il premio della critica intitolato a Nikka Costa è stato assegnato a Mini Popa.

### Concorrenti
| Concorrenti    | Concorrenti      | Concorrenti       | Concorrenti       |
| -------------- | ---------------- | ----------------- | ----------------- |
| Avanti e 'ndre | Marcello Cannavò | Ray Sugar Sandro  | Santino Cardamone |
| Dumitru Dragoi | The Van Houtens  | Alessandra Zerial | Avetik            |
| Yusaku Tamura  | Mini Popa        | Cecco e Cipo      | Andrea Prestianni |

### Dettaglio delle puntate

#### Primo Live
- Giudici ospiti: Jake La Furia, Marco Travaglio

| Ordine | Cantante       | Canzone (cantante originale) | Risultato                   |
| ------ | -------------- | ---------------------------- | --------------------------- |
| 1      | Avanti e 'ndre | Senza Mappa (Avanti e 'ndre) | Salvati dal televoto online |
| 2      | Dumitru Dragoi | Sweet Dreams (Eurythmics)    | Salvo                       |
| 3      | Yusaku Tamura  | Guerriero (Marco Mengoni)    | Eliminato                   |

#### Secondo Live
- Giudici ospiti: Frank Matano, Pierluigi Battista

| Ordine | Cantante         | Canzone (cantante originale)        | Risultato                   |
| ------ | ---------------- | ----------------------------------- | --------------------------- |
| 1      | Marcello Cannavò | Dani Oh (Marcello Cannavò)          | Salvo                       |
| 2      | The Van Houtens  | Robert Dawney Jr. (The Van Houtens) | Salvati dal televoto online |
| 3      | Mini Popa        | Micio Miao Micio (Mini Popa)        | Eliminata                   |

#### Terzo Live
- Giudici ospiti: Giorgio Barchiesi, Fabio Rovazzi

| Ordine | Cantante          | Canzone (cantante originale)     | Risultato                   |
| ------ | ----------------- | -------------------------------- | --------------------------- |
| 1      | Ray Sugar Sandro  | Baby Dinamite (Ray Sugar Sandro) | Salvato dal televoto online |
| 2      | Alessandra Zerial | P.E.S. (Club Dogo)               | Eliminata                   |
| 3      | Cecco e Cipo      | Non voglio dire (Cecco e Cipo)   | Salvi                       |

#### Quarto Live
- Giudici ospiti: Rocco Tanica, Roberto D'Agostino

| Ordine | Cantante          | Canzone (cantante originale)            | Risultato                   |
| ------ | ----------------- | --------------------------------------- | --------------------------- |
| 1      | Santino Cardamone | Ritmo controvento (Santino Cardamone)   | Salvo                       |
| 2      | Avetik            | Amandoti (Gianna Nannini)               | Eliminato                   |
| 3      | Andrea Prestianni | La droga di Ferrero (Andrea Prestianni) | Salvato dal televoto online |

#### Quinto Live - Semifinale 1
- Giudici ospiti: Geppi Cucciari, Saverio Raimondo

| Ordine | Cantante          | Canzone                            | Risultato                   |
| ------ | ----------------- | ---------------------------------- | --------------------------- |
| 1      | Dumitru Dragoi    | What a Feeling (Irene Cara)        | Eliminato                   |
| 2      | Andrea Prestianni | Another One Bites the Dust (Queen) | Eliminato                   |
| 3      | Santino Cardamone | Terun (Santino Cardamone)          | Salvato dal televoto online |
| 4      | Cecco e Cipo      | Bè (Cecco e Cipo)                  | Salvi                       |

#### Sesto Live - Semifinale 2
- Giudici ospiti: Francesco Mandelli, Andrea Delogu

| Ordine | Cantante         | Canzone                                     | Risultato                   |
| ------ | ---------------- | ------------------------------------------- | --------------------------- |
| 1      | Avanti e 'ndrè   | Per colpa di chi (Zucchero Fornaciari)      | Eliminati                   |
| 2      | Marcello Cannavò | Dani Oh (Marcello Cannavò)                  | Salvato dal televoto online |
| 3      | The Van Houtens  | La giolla (The Van Houters)                 | Salvi                       |
| 4      | Ray Sugar Sandro | Vorrei avere due ragazze (Ray Sugar Sandro) | Eliminato                   |

#### Settimo Live - Finale
- Giudici ospiti: Carlo Lucarelli, Fabio Rovazzi
- Ospiti: NeVRuZ, Dani Oh, Aurora Ramazzotti

| Ordine      | Cantante          | Canzone                         | Risultato                          |
| ----------- | ----------------- | ------------------------------- | ---------------------------------- |
| 1           | Marcello Cannavò  | Dani Oh (Marcello Cannavò)      | Eliminato                          |
| 2           | The Van Houtens   | Giovanni Rana (The Van Houtens) | Eliminati                          |
| 3           | Cecco e Cipo      | Non voglio dire (Cecco e Cipo)  | VINCITORI                          |
| 4           | Santino Cardamone | Amsterdam (Santino Cardamone)   | Eliminato                          |
| non in gara | Mini Popa         | Micio Miao Micio (Mini Popa)    | Premio della critica "Nikka Costa" |